# Lycodon subannulatus
Lycodon subannulatus är en ormart som beskrevs av Duméril, Bibron och Duméril 1854. Lycodon subannulatus ingår i släktet Lycodon och familjen snokar. Inga underarter finns listade i Catalogue of Life.
Arten förekommer på södra Malackahalvön, Borneo, Sumatra, Java, västra Filippinerna och på flera mindre öar i regionen. Den lever i fuktiga tropiska skogar i låglandet och i kulliga områden. Individerna klättrar främst i träd och de är aktiva på natten. Honor lägger ägg.
I begränsade regioner hotas beståndet av skogens omvandling till jordbruksmark samt av svedjebruk. Lycodon subannulatus är fortfarande vanligt förekommande. IUCN kategoriserar arten globalt som livskraftig.